# Paraliparis darwini
Paraliparis darwini är en fiskart som beskrevs av Stein och Chernova 2002. Paraliparis darwini ingår i släktet Paraliparis och familjen Liparidae. Inga underarter finns listade i Catalogue of Life.